# Legion of Doom
Legion of Doom (mais tarde LOD/H) foi um grupo americano de hackers e phreakers que existiu de 1984 até o início dos anos 1990.
No verão de 1984, o grupo foi formado em torno de um hacker com o pseudônimo "Lex Luthor". O modelo para a nomeação foi um grupo de oponentes do Superman chamado Legion of Doom, em torno do personagem de quadrinhos Lex Luthor. Um subgrupo mais orientado ao computador, chamado Legion of Hackers, foi posteriormente assimilado, daí a forma abreviada LOD/H então usada.
The Legion of Doom foi o editor da revista underground LOD Technical Journals, uma publicação eletrônica que apresentava métodos e resultados de hackers, desde dicas de phreaking até como construir uma blue box. A revista foi originalmente planejada para ser uma publicação regular, mas acabou sendo concluída apenas quatro vezes entre 1987 e 1990.
A associação mais tarde se dividiu em duas facções. O membro Mark Abene fundou o grupo de hackers Masters of Deception. Ele foi seguido por outros membros do LoD. A divisão resultou em rivalidades entre os dois grupos, que ficou conhecido como a "Grande Guerra Hacker".
No início da década de 1990, a Operação Sundevil nos Estados Unidos começou a agir contra grupos de hackers pelo Serviço Secreto e pelo FBI. No processo, muitos membros da Legion of Doom foram presos - muitos por atos típicos de hacking e phreaking, como tomar computadores ou linhas telefônicas, mas também alguns por fraude de crédito para ganho pessoal. Em última análise, no entanto, a operação não foi muito bem sucedida; e muitos dos suspeitos foram absolvidos.